# Cuevas del Campo
Cuevas del Campo és un municipi del nord-oest de la província de Granada, a Andalusia.
El seu terme municipal limita amb la província de Jaén i inclou les pedaníes de La Colonia i La Cañada de los Morteros.
L'activitat économica de Cuevas des de sempre és i roman l'agricultura. L'olivera és el principal producte, és el municipi amb més oliveres de la Comarca de Baza. És destacable el desenvolupament de la cunicultura i l'aposta del municipi pel turisme rural, el que es veu plasmat en diferents iniciatives, com són l'explotació de l'embassament del Negratín, així com dels seus paratges naturals i el lloguer de coves.
El terreny en el qual es troba el nucli principal de població es coneixia com a "Campo de los Aljibes", en al·lusió a uns aljubs de probable origen àrab, del segle xvi (si bé la tradició els atorga origen romà). Durant el segle xix la majoria de la població van estar-se predominantment en cases-cova d'ús estacional. Es va anomear així el nou nucli de població, Cuevas del Campo de los Aljibes. Aquest és el nom actual del poble, encara que l'extensió ens porta a dir-li tan sols: "Cuevas del Campo".